# Marche du roi Guillaume
Marche du roi Guillaume (titre original King William's March) est une œuvre du compositeur baroque anglais Jeremiah Clarke (1674-1707). 
Elle est composée en l'honneur de Guillaume d'Orange devenu roi d'Angleterre à la suite de la Glorieuse Révolution de 1688. La  Marche du prince du Danemark de Clarke, plus célèbre, honore, quant à elle, le beau-frère de Guillaume, le prince Georges du Danemark.